# Chicago and Illinois Midland Railway
 (janvier 2022).
Si vous disposez d'ouvrages ou d'articles de référence ou si vous connaissez des sites web de qualité traitant du thème abordé ici, merci de compléter l'article en donnant les références utiles à sa vérifiabilité et en les liant à la section « Notes et références ».
Le Chicago and Illinois Midland Railway (sigle AAR: CIM) était un chemin de fer américain de classe I, spécialisé dans le transport du charbon. En 1996 il fut racheté par Genesee & Wyoming  qui le rebaptisa Illinois and Midland Railroad (IMRR).Il dessert les villes de Peoria, Illinois, Springfield et Taylorville.

## Origines
L'origine de la compagnie remonte à 1888, quand les villageois de Pawnee (Illinois) bâtirent une ligne ferroviaire entre leur ville et la ligne principale de l'Illinois Central Railroad située à 24 km au sud de Springfield. La compagnie est baptisée Pawnee Railroad et la ligne est plus tard prolongée vers l'est jusqu'à Taylorville (Illinois) et connectée avec ce qui est de nos jours le Norfolk Southern Railway.
En 1905, le fournisseur d'électricité de Chicago la Edison Company (prédécesseur du Commonwealth Edison Company, actuellement contrôlé par Exelon Corp), acquiert le Pawnee Railroad dans le but de transporter le charbon du centre de l'Illinois vers les centrales thermiques d'Edison situées à Chicago. Samuel Insull, le fondateur du Commonwealth Edison, participe au développement des gisements de charbon avec Francis Peabody et son Illinois Midland Coal Company. Ainsi le Pawnee Railroad est rebaptisé Chicago and Illinois Midland Railway. Il doit son nom, non pas à ses terminus (puisque le C&IM ne relia jamais Chicago), mais à ses maisons mères, Chicago Edison Company et Illinois Midland Coal Company. Sa ligne principale faisait 194 km de long.

## Croissance
Dans les années 1920, Insull rachète certaines lignes du Chicago, Peoria and St. Louis Railroad (CP&StL) en faillite; ces lignes partaient de Springfield, vers Havana sur l'rivière Illinois, puis elles quittaient le nord-est d'Havana en direction de Peoria, Illinois à l'est. Il relia ces nouvelles lignes à celles du C&IM grâce à l'obtention d'un droit de passage sur l'Illinois Central long de 24 km. Insull construisit ensuite un quai d'embarquement sur l'rivière Illinois à Havana permettant de charger ses wagons de charbon sur des ferries afin de les acheminer vers les centrales thermiques de Commonwealth Edison situées près de Chicago. Insull devint un partisan de l'intégration verticale; il contrôlait toute la chaine de production de ses centrales, en partant de l'extraction minière, de l'acheminement ferroviaire et fluvial du charbon, de sa combustion dans ses centrales thermiques afin de produire de l'électricité, et enfin de la distribution par ses lignes électrique vers ses consommateurs à Chicago.
Les Wagons-trémies (Hoppers) et les wagons-tombereaux (gondolas) servant au transport du charbon constituaient la quasi-totalité du parc. Néanmoins le C&IM possédait une flotte de wagons couverts (box-car) de couleur verte avec une rayure rouge. Le marquage habituel était un signe trapézoïdal, blanc et noir sur les wagons, noir, rouge et jaune sur les locomotives.
Le C&IM fut le dernier chemin de fer 100 % vapeur des États-Unis; il ne dieselisa seulement qu'à la fin des années 1950.

## Conséquences du «Clean Air Act»
Quand le Clean Air Act fut voté dans les années 1960, le marché du charbon riche en sulfure du centre de l'Illinois s'effondra; quant aux 15 mines de charbon que l'on trouvait le long du C&IM, elles fermèrent les unes après les autres. Le Commonwealth Edison mit le C&IM en vente pour 1$, mais il n'y eut aucun repreneur. Le Commonwealth Edison changea alors de philosophie, et commença à construire des centrales thermiques dans le centre de l'Illinois à côté des voies du C&IM, et transporta l'électricité produite vers Chicago par des lignes à haute tension. Bientôt, le C&IM retrouva son activité, mais cette fois il importait le charbon du bassin de la rivière Powder, situé à cheval entre le Wyoming et le Montana, vers le centre de l'Illinois. Rappelons qu'auparavant, le charbon quittait cette région de l'Illinois. Ainsi des convois de charbon du Burlington Northern Railroad et du Chicago and North Western Railway empruntèrent les voies du C&IM pour rejoindre les centrales thermiques de Commonwealth Edison, ou atteindre les quais de transfert de Havana.

## Déclin
Cependant à la fin des années 1980, Commonwealth Edison changea à nouveau de politique. Avec la dérégulation des chemins de fer des années 1980, le C&IM ne fut plus compétitif face à des compagnies qui acheminaient le charbon de l'ouest américain directement vers Chicago. En conséquence, le Commonwealth Edison vendit le C&IM en décembre 1987 à un groupe d'investisseurs privés.
Le propriétaire du C&IM changea deux fois avant d'être racheté par  Genessee & Wyoming Industries en 1996. Il fut alors rebaptisé Illinois and Midland Railroad  (sigle AAR:IMRR).